# Веероносный венценосный голубь
Веероносный венценосный голубь (лат. Goura victoria) — крупная птица семейства голубиных.

## Описание
Длина тела 66 — 74 см, масса до 2,5 кг. В окраске верхних частей тела преобладают синеватые и аспидно-голубые тона.
Окраска нижней части тела — каштаново-бурая. На крыле проходит широкая белая поперечная полоса, окаймленная снизу узкой серовато-синей полосой. На голове — хохолок, состоящий из распушенных перьев, которые на своих концах образуют выросты в виде продолговатых треугольников.
Отличается от сходного с ним вида — венценосного голубя черно-белыми вершинами перьев хохолка.

## Ареал
Эндемик Новой Гвинеи, населяет её северную часть и прилегающие острова Биак и Япен.

## Размножение
Сезон размножения приходится на середину осени. Большое гнездо из веток сооружают на высоте 6 — 10 метров над землей. В кладке одно, реже 2 яйца, которые насиживают оба родителя в течение 28-29 дней. Самка сидит на гнезде преимущественно ночью, а самец — днем. Выкармливание птенцов длится 30 — 40 дней.

## Место обитания и образ жизни
Оседлый вид. Держится парами или небольшими группами. Обитает в заболоченных лесах и лесах из саговых пальм, иногда населяет также более сухие леса.
Птицы держатся преимущественно небольшими группами, преимущественно на земле, где собирают опавшие плоды, семена и ягоды. При малейшей опасности сразу взлетают на деревья.

## Численность
Вид относится к редким и уязвимым. Численность птиц повсеместно сокращается из-за неумеренной охоты ради перьев и разрушения природных мест обитания.

## Галерея

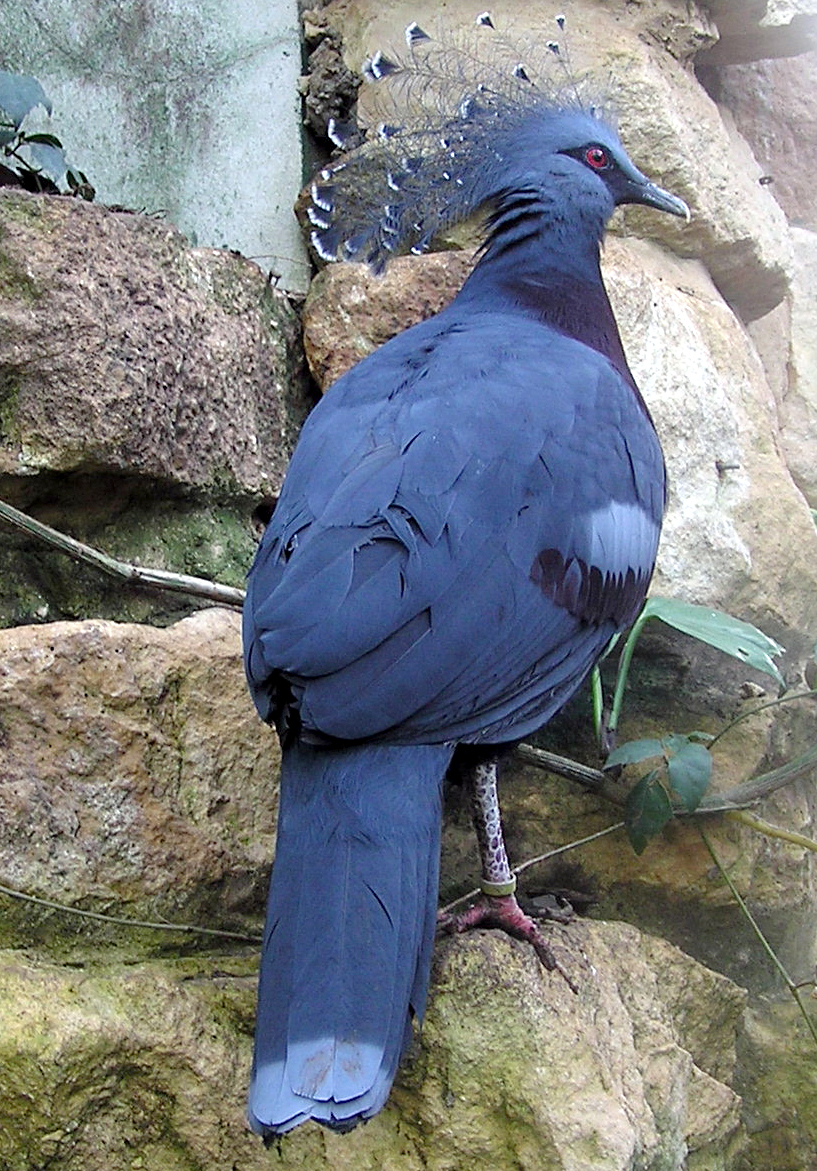
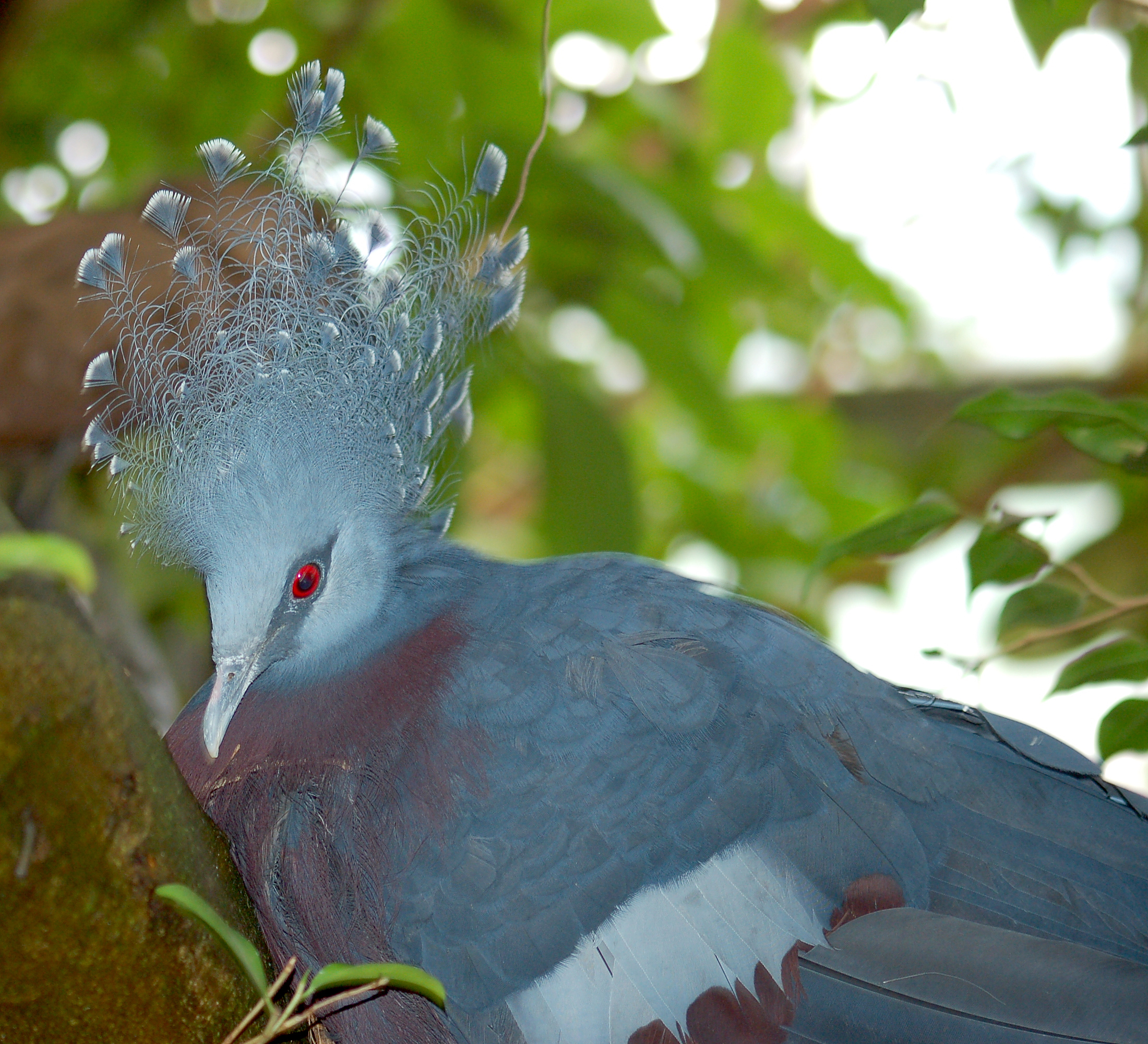
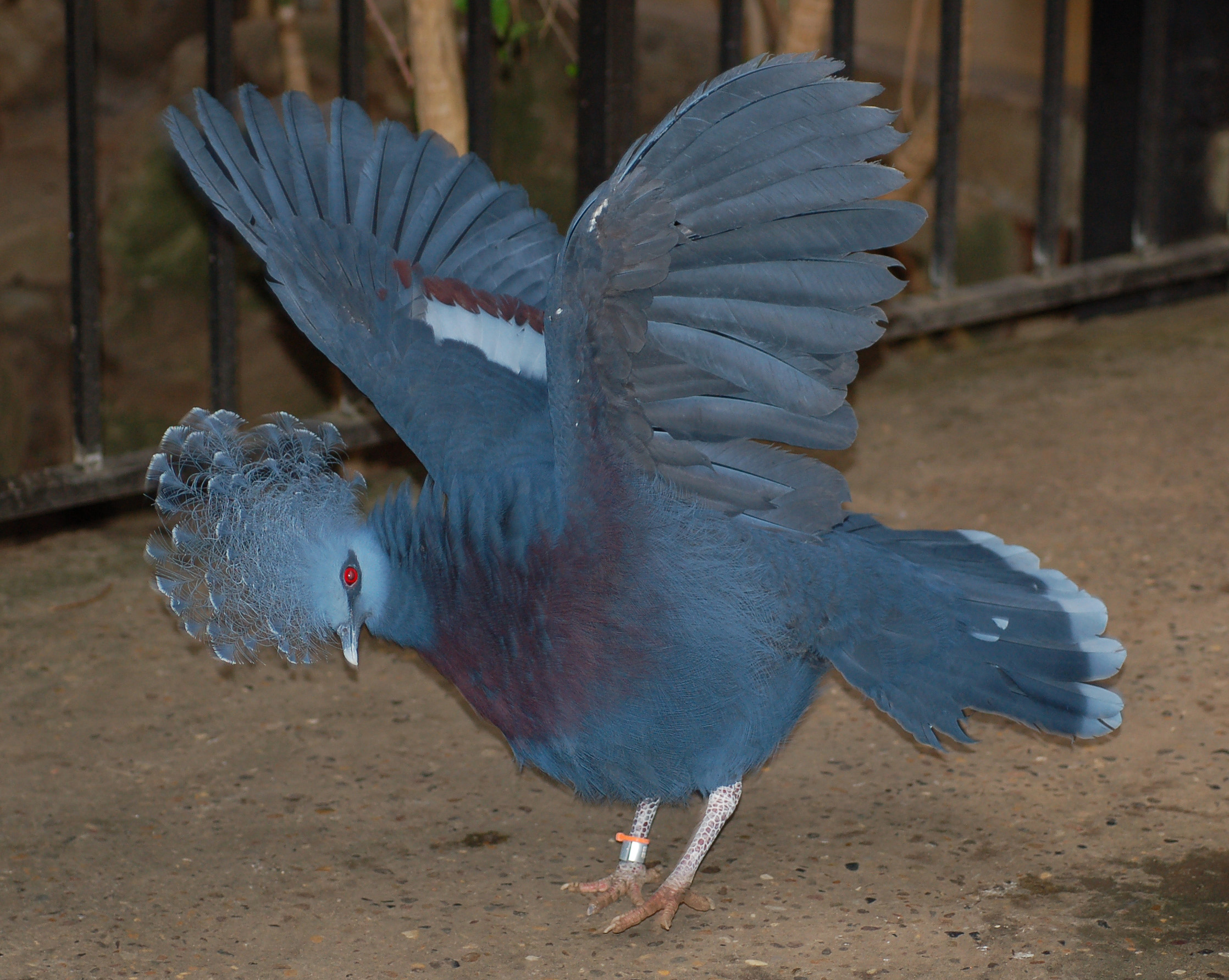
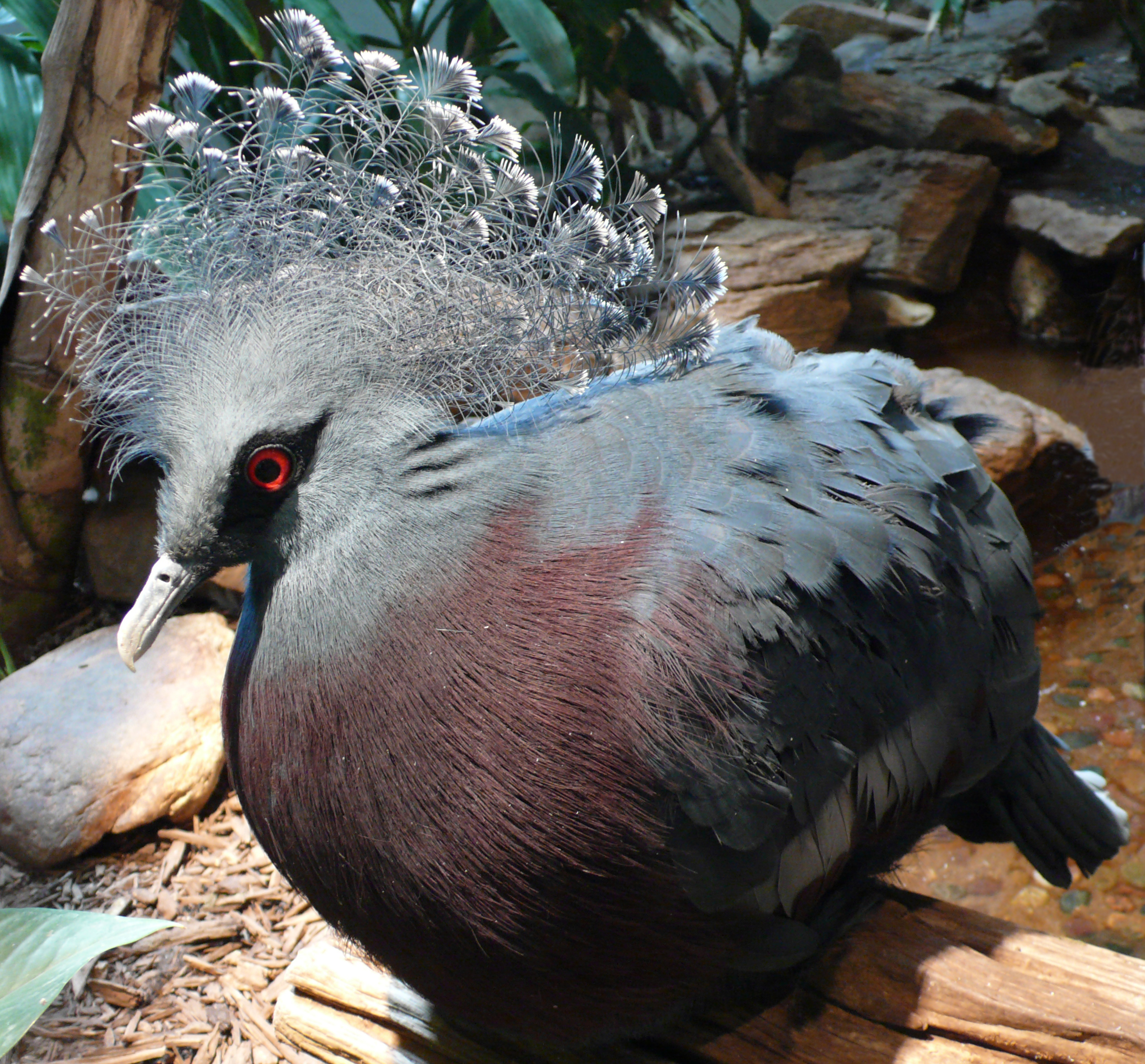
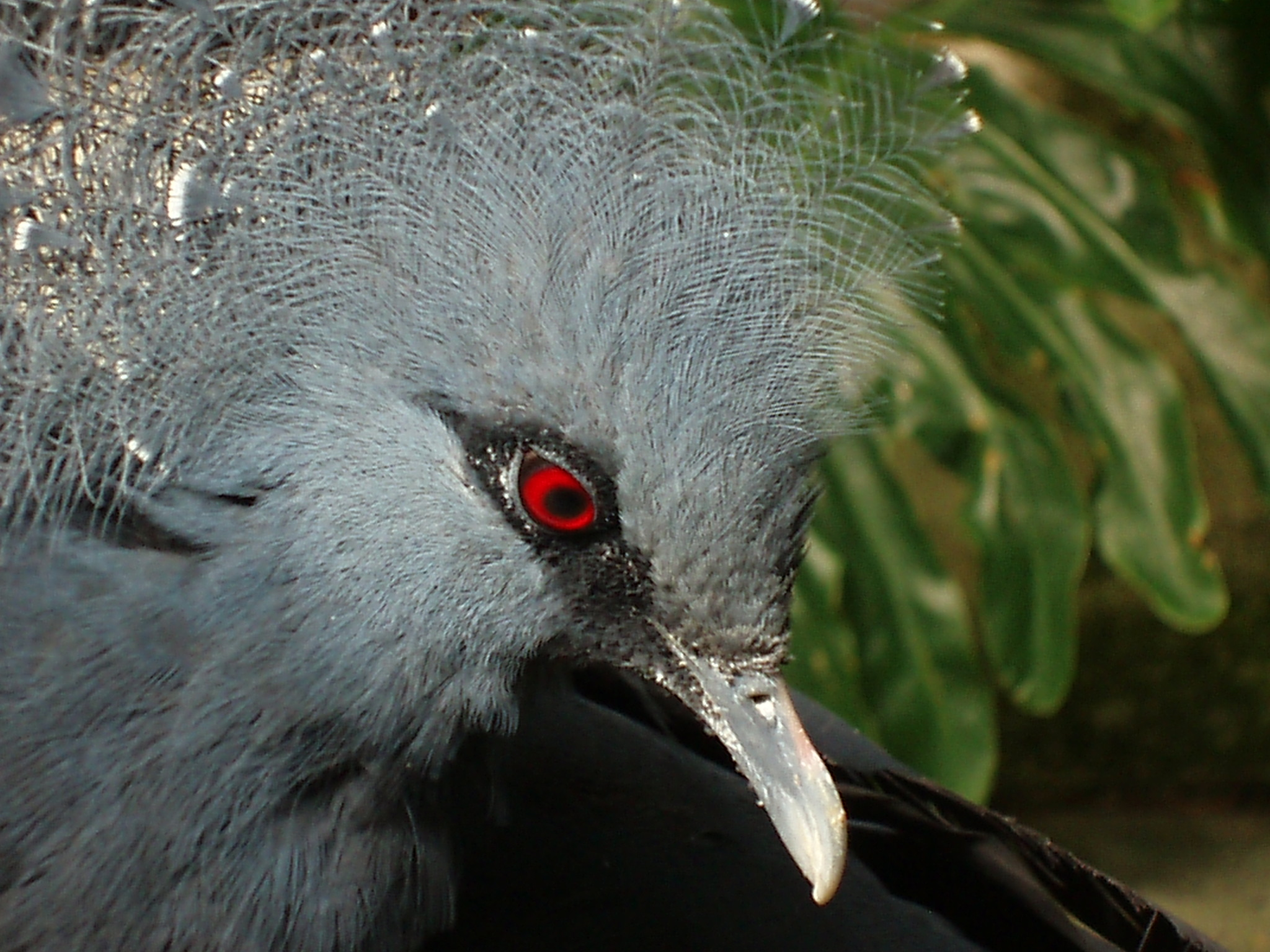
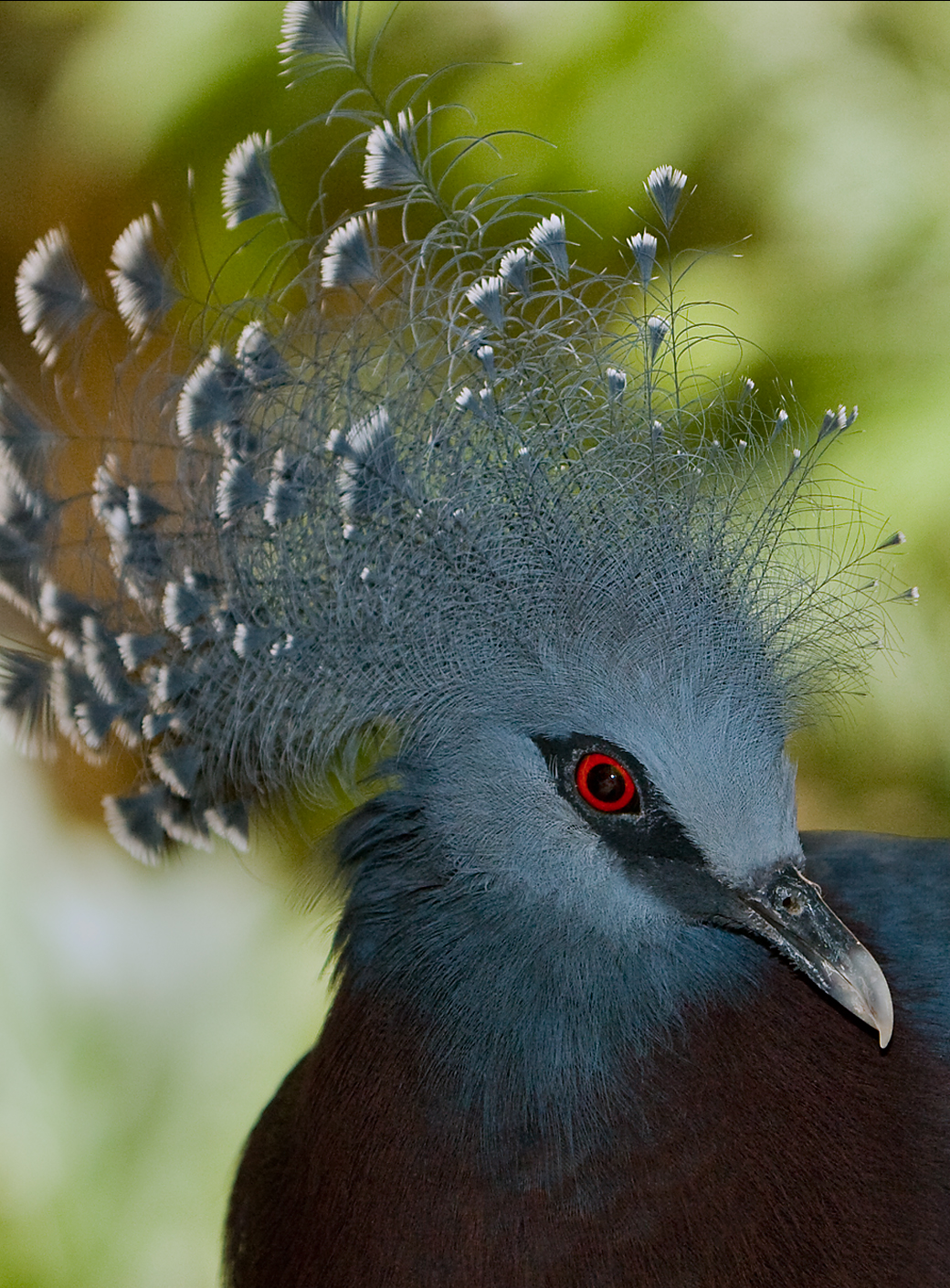